# Carlo Conti (compositore)
Carlo Conti (Arpino, 14 ottobre 1796 – Napoli, 10 luglio 1868) è stato un compositore italiano.

## Biografia
Formatosi a Napoli con Giovanni Furno, Giacomo Tritto e Fedele Fenaroli, Carlo Conti nel 1846 successe a Gaetano Donizetti come insegnante di contrappunto e composizione nel Conservatorio di San Pietro a Majella. Teorico musicale, ebbe fra i suoi allievi Vincenzo Bellini, Paolo Serrao, Nicolò Gabrielli e Costantino De Crescenzo.